# Saint-Médard, Lot
Saint-Médard är en kommun i departementet Lot i regionen Occitanien i södra Frankrike. Kommunen ligger i kantonen Catus som tillhör arrondissementet Cahors. År 2022 hade Saint-Médard 190 invånare.

## Befolkningsutveckling
Antalet invånare i kommunen Saint-Médard
| Referens: INSEE |